# Meester van de Soane-Josephus

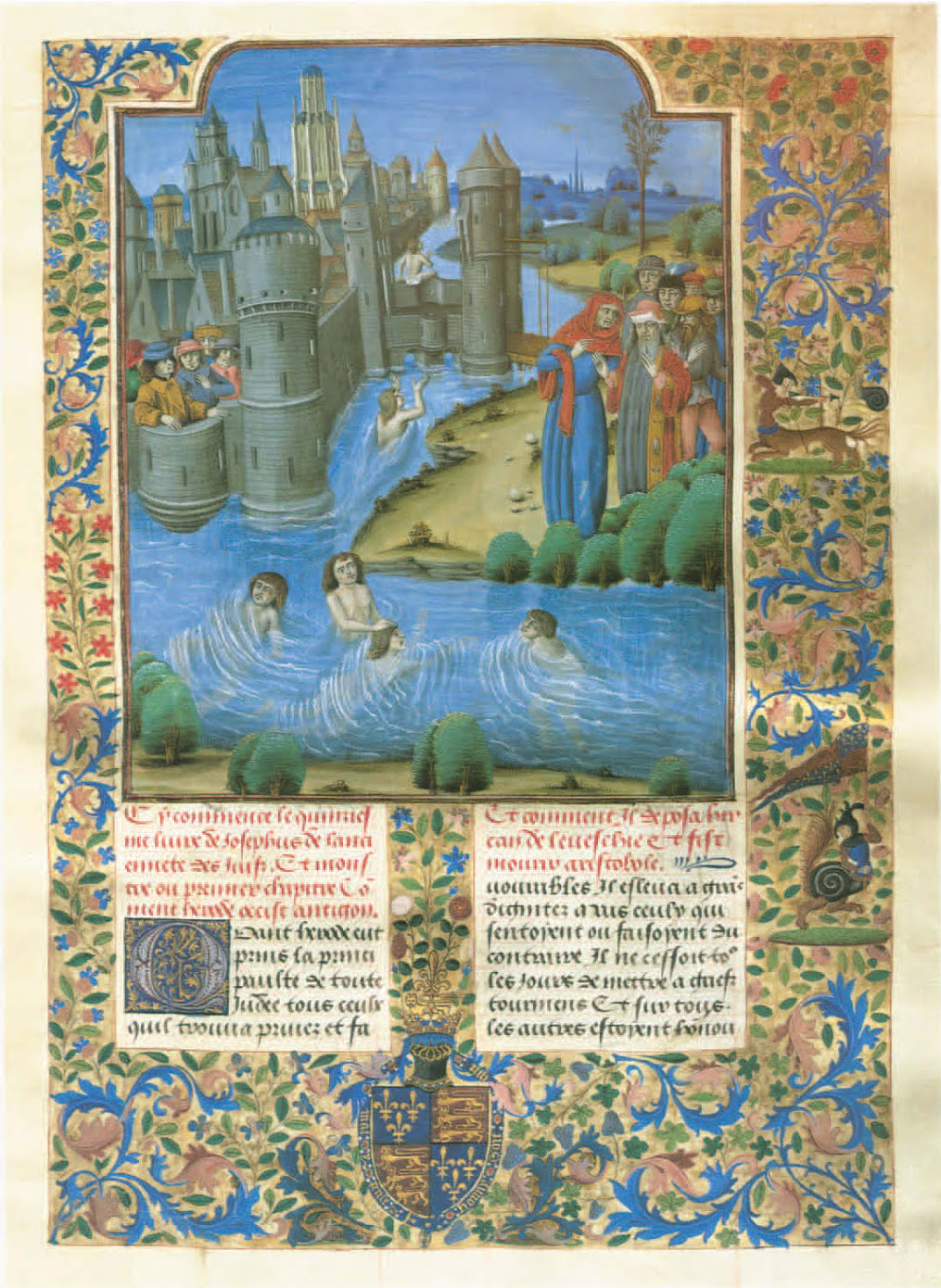
Antiquités judaiques et la guerre des juifs, f11, De Hasmonese Aristobulus wordt verdronken door handlangers van Herodus de Grote.

De Meester van de Soane-Josephus is de noodnaam van een Vlaams miniaturist die werkzaam was in Brugge tussen 1475 een 1485. Hij kreeg zijn naam naar een kopie van de Antiquités judaïques van Flavius Josephus die nu bewaard wordt in het Sir John Soane's Museum in Londen. Deze miniaturist was een medewerker van de Meester van Edward IV.

## Biografische elementen
De stijl van de meester en een eerste corpus van zijn werk werden beschreven en samengesteld door de Duitse kunsthistoricus Bodo Brinkmann in 1987. De meester werkte mee aan een aantal grote manuscripten met een vernaculaire tekst die tussen 1479 en 1482 voor Eduard IV werden gemaakt. Op basis van deze werken kon worden afgeleid dat hij in Brugge werkzaam was en dat hij nauw samenwerkte met een andere anonymus, de Meester van Edward IV. Volgens McKendrick was hij de leidende meester van het duo. Hij werkte voor een aantal andere manuscripten ook samen met andere meesters uit die periode zoals de Meester van de Getty Froissart, de Meester van de Londense Wavrin, de Meester van de kroniek van Engeland en de Meester van de spraakzame handen.

## Stijlkenmerken
Het werk van deze meester en zijn assistent, de Meester van Edward IV, is vrij inwisselbaar, hun stijl is zeer gelijklopend. Wel kan men stellen dat het palet van de Meester van de Soane-Josephus helderder en meer gevarieerd is en hij brengt de verf meer vloeibaar aan zodat de penseelstroken veel minder zichtbaar zijn. Gezichten lijken als het ware gebeiteld en mannen met een scherpe neus en gevorkte baard komen veelvuldig voor. Zijn composities lijken bijeengesprokkeld uit modellen en gevuld met dichte groepen van personages die duidelijk apart zijn ontworpen. De architectuur zoals de meester ze weergeeft is onstabiel en heeft een onlogische structuur.

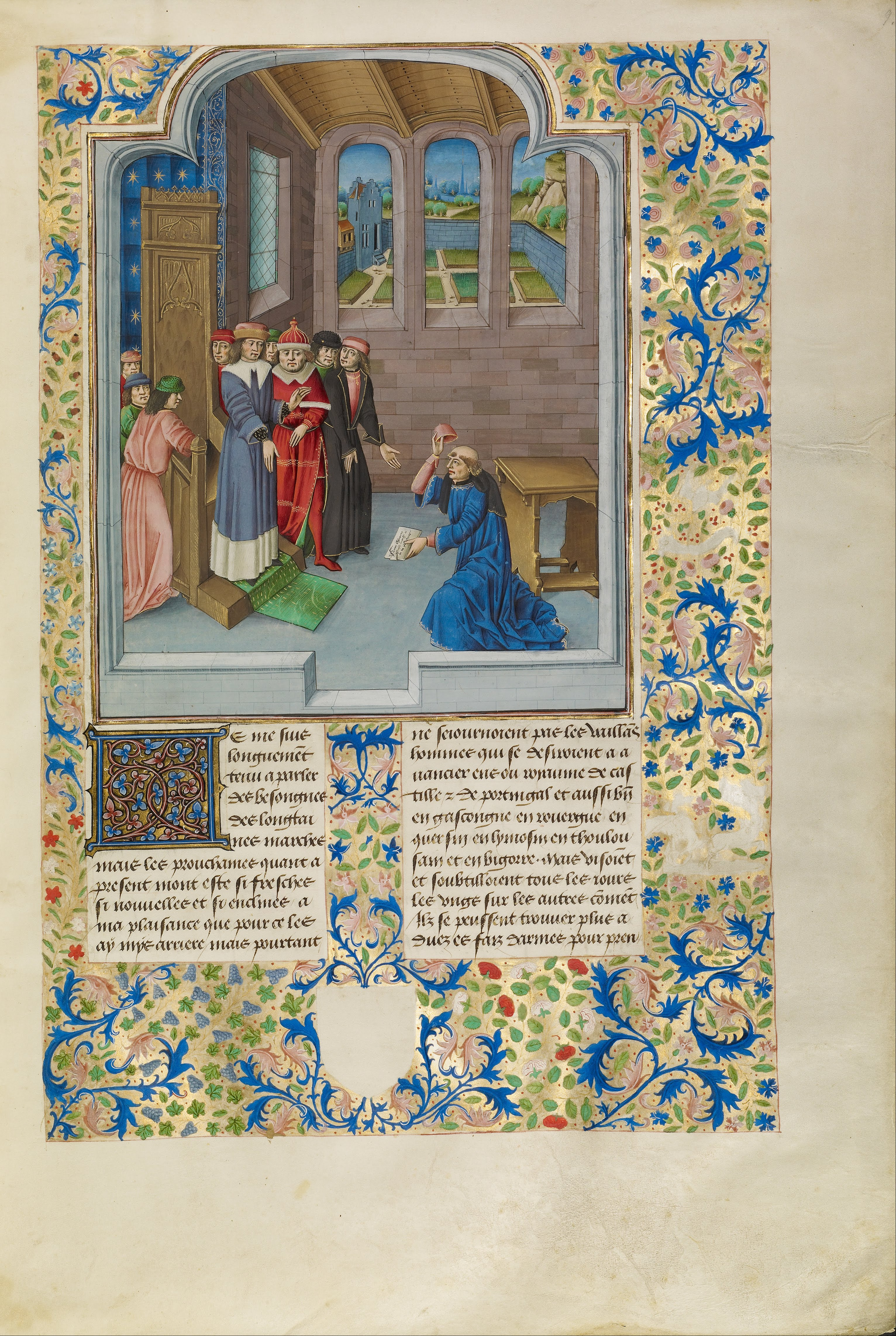
Jean Froissart presenteert een introductiebrief aan Gaston Phoebus.

## Werken
Hierbij een beperkte lijst van werken die aan de Meester van de Soane-Josephus worden toegeschreven of waaraan hij heeft meegewerkt.
- Antiquités judaiques et la guerre des juifs van Flavius Josephus gemaakt in opdracht van Eduard IV, tussen 1478 en 1480, Sir John Soane's Museum, Ms.1
- Kroniek van Froissart boek 3, in samenwerking met de Meester van de Getty Froissart, de Meester van Edward IV, de Meester van de Londense Wavrin en de Meester van de Kopenhaagse Caesar, ca.1480, J. Paul Getty Museum, Los Angeles, Ms.Ludwig XIII 7
- Kroniek van Froissart boek 1, in samenwerking met de Meester van Edward IV, Museum Plantin-Moretus, Ms. M 15.4 Antwerpen
- La Fleur des histoires van Jean Mansel, 2 volumes, in samenwerking met de Meester van de Getty Froissart, Philippe de Mazerolles, de Meester van de kroniek van Engeland en de Meester van de spraakzame handen, Det Kongelige Bibliotek, Kopenhagen, Acc.2008/74 en Ms.Thott 568 2°
- Historiebijbel deel 4, gemaakt voor Eduard IV, in samenwerking met de Meester van Edward IV, de Meester van de Getty Froissart, Philippe de Mazerolles, de Meester van de kroniek van Engeland de Meester van de spraakzame handen en een volger van Loyset Liédet die de kleine miniaturen schilderde, tussen 1470 en 1479, British Library, Royal 15 D I
- Le livre des tournois van René I van Anjou, gemaakt in opdracht van Lodewijk van Gruuthuse, in samenwerking met de Meester van Edward IV en de Meester van het gebedenboek van Dresden, BNF, français 2693
- Kroniek van Boudewijn van Avesnes, in samenwerking met een volger van Loyset Liédet, vers 1473-1480, British Library, Royal 18 E V
- Getijdenboek in het Middelnederlands in de Chicago University Library, Ms. 347